# Arian Stafa
Arian Stafa (Tirana, 13 giugno 1964) è un ex calciatore albanese, di ruolo difensore.

## Carriera

### Club
Esordisce nella Dinamo Tirana nella stagione 1984-1985, nella quale la sua squadra si piazza al secondo posto in classifica nel campionato albanese qualificandosi così per la Coppa UEFA; nella stagione 1985-1986 vince il campionato albanese per la prima volta in carriera, e nella stagione 1986-1987 gioca 2 partite entrambe da titolare in Coppa dei Campioni, competizione nella quale il club albanese viene eliminata al primo turno dai turchi del Beşiktaş con un punteggio complessivo di 3-0. Dopo due stagioni consecutive senza qualificarsi alle coppe europee (nella stagione 1987-1988 la Dinamo arriva penultima in classifica rischiando anche la retrocessione, e Stafa segna un gol in 33 partite di campionato), nella stagione 1988-1989 grazie anche alle 29 presenze con un gol di Stafa il club ottiene un terzo posto in classifica e, vincendo la Coppa d'Albania, si qualifica per la successiva edizione della Coppa delle Coppe, nella quale dopo aver battuto con un complessivo 5-3 i bulgari del FK Černomorec Burgas nel turno preliminare viene eliminata ai sedicesimi di finale per mano dei rumeni della Dinamo Bucarest, che perdono per 1-0 la partita di andata in Albania e vincono per 2-0 la partita di ritorno in Romania. Nella stagione 1989-1990, oltre a giocare in Coppa delle Coppe, Stafa vince il secondo campionato albanese (nel quale mette a segno una rete in 28 partite disputate) e la seconda Coppa di Albania della sua carriera, oltre alla prima Supercoppa di Albania della sua carriera, grazie alla quale la Dinamo conquista quindi un treble, formato da tutti e tre i titoli nazionali albanesi. La stagione 1990-
1991 è l'ultima di Stafa in patria: in questa stagione gioca anche 2 partite (entrambe da titolare) in Coppa dei Campioni, competizione nella quale il suo club viene eliminata al primo turno dai francesi dell'Olympique Marsiglia con un complessivo 5-1 (5-1 all'andata in Francia, 0-0 al ritorno a Tirana).
Nella stagione 1991-1992 si trasferisce in Italia, e segna 6 reti in 23 presenze con i dilettanti molisani dell'Ururi; nella stagione 1992-1993 gioca invece 20 partite nel Campionato Nazionale Dilettanti con la maglia del Termoli. Nella stagione 1993-1994 ha realizzato 2 reti in 20 presenze nel Campionato Nazionale Dilettanti con la maglia dell'Interamnia, la seconda squadra di Termoli, con cui è retrocesso in Eccellenza.

### Nazionale
Tra il 1989 ed il 1990 ha collezionato 3 presenze con la nazionale albanese (una in amichevole e 2 nelle qualificazioni agli Europei del 1992).

## Statistiche

### Cronologia presenze e reti in nazionale
| Cronologia completa delle presenze e delle reti in nazionale ― Albania | Cronologia completa delle presenze e delle reti in nazionale ― Albania | Cronologia completa delle presenze e delle reti in nazionale ― Albania | Cronologia completa delle presenze e delle reti in nazionale ― Albania | Cronologia completa delle presenze e delle reti in nazionale ― Albania | Cronologia completa delle presenze e delle reti in nazionale ― Albania | Cronologia completa delle presenze e delle reti in nazionale ― Albania | Cronologia completa delle presenze e delle reti in nazionale ― Albania |
| Data                                                                   | Città                                                                  | In casa                                                                | Risultato                                                              | Ospiti                                                                 | Competizione                                                           | Reti                                                                   | Note                                                                   |
| ---------------------------------------------------------------------- | ---------------------------------------------------------------------- | ---------------------------------------------------------------------- | ---------------------------------------------------------------------- | ---------------------------------------------------------------------- | ---------------------------------------------------------------------- | ---------------------------------------------------------------------- | ---------------------------------------------------------------------- |
| 18-1-1989                                                              | Tirana                                                                 | Albania                                                                | 1 – 1                                                                  | Grecia                                                                 | Amichevole                                                             | -                                                                      | 46’                                                                    |
| 17-11-1990                                                             | Tirana                                                                 | Albania                                                                | 0 – 1                                                                  | Francia                                                                | Qual. Euro 1992                                                        | -                                                                      | 56’                                                                    |
| 19-12-1990                                                             | Siviglia                                                               | Spagna                                                                 | 9 – 0                                                                  | Albania                                                                | Qual. Euro 1992                                                        | -                                                                      |                                                                        |
| Totale                                                                 |                                                                        | Presenze                                                               | 3                                                                      |                                                                        | Reti                                                                   | 0                                                                      |                                                                        |

## Palmarès

### Club

#### Competizioni nazionali
- Campionato albanese: 2

Dinamo Tirana: 1985-1986, 1989-1990
- Coppa d'Albania: 2

Dinamo Tirana: 1988-1989, 1989-1990
- Supercoppa d'Albania: 1

Dinamo Tirana: 1989